# Йевхен Коноплянка
Йевхен Коноплянка (често се среща и като Евгений Коноплянка) е украински футболист. Играе като ляво крило. Има 46 мача и 11 гола за представителния тим на своята страна. Футболист на годината в Украйна за 2013 г.

## Кариера
Като юноша преминава през школата на Олимпик Кировоград. През 2006 г. попада в тима на Днипро. В мъжкия футбол Коноплянка дебютира на 27 август 2007 г. в мач срещу Закарпатие (Ужгород). Тогава той се появява на мястото на Джаба Канкава в последните минути от двубоя. Крилото обаче се налага в състава през сезон 2009/10, когато прави силно впечатление и достига до националния отбор на Украйна. Треньорът Мирон Маркевич го повиква през май 2010 г. Първия си гол за националния отбор отбелязва в приятелски мач с Румъния.
Полузащитникът продължава да израства и става едно от големите открития на Евро 2012. Заедно с легендата Андрий Шевченко, Коноплянка е лидер на украинския тим. Неговият маниер на игра е сравняван с Рафаел ван дер Ваарт и Диего. През 2013 г. Коноплянка е избран за Футболист на годината в Украйна.
През сезон 2014/15 Коноплянка е в основата на достигането на финал в турнира Лига Европа от Днипро. Коноплянка, капитанът Руслан Ротан, Никола Калинич, Денис Бойко и компания отстъпват пред Севиля във финалния мач. Йевхен попада в идеалния тим на турнира след края на сезона.
През лятото на 2015 г. интерес към Коноплянка има от страна на много отбори, главно от Англия. За подписа му се борят Ливърпул, Челси, Тотнъм. Най-близо до подписа на крилото е Стоук Сити, но украинецът отказва да премине в тима на „грънчарите“. На 30 юни 2015 г. Коноплянка подписва договор с носителя на Лига Европа Севиля, преминавайки със свободен трансфер.
Украинецът дебютира за новия си отбор на 11 август 2015 г. в мача за Суперкупата на Европа срещу Барселона. Коноплянка вкарва и гол, но отборът му губи срещата.
На 30 август 2016 г. преминава под наем в Шалке 04.

## Статистика
| Днипро            | 2007/08 | 2   | 0  | 1  | 0 | 0  | 0  | 3   | 0  |
| Днипро            | 2008/09 | 12  | 0  | 0  | 0 | 0  | 0  | 12  | 0  |
| Днипро            | 2009/10 | 22  | 4  | 2  | 0 | 0  | 0  | 24  | 4  |
| Днипро            | 2010/11 | 25  | 6  | 3  | 0 | 3  | 0  | 31  | 6  |
| Днипро            | 2011/12 | 28  | 8  | 2  | 1 | 2  | 0  | 32  | 9  |
| Днипро            | 2012/13 | 20  | 2  | 3  | 0 | 9  | 3  | 32  | 5  |
| Днипро            | 2013/14 | 27  | 8  | 1  | 1 | 8  | 4  | 36  | 13 |
| Днипро            | 2014/15 | 21  | 7  | 4  | 0 | 16 | 1  | 41  | 8  |
| Днипро            | Общо    | 157 | 35 | 16 | 2 | 38 | 8  | 210 | 45 |
| Севиля            | 2015/16 | 9   | 2  | 0  | 0 | 4  | 3  | 13  | 5  |
| Севиля            | Общо    | 7   | 2  | 0  | 0 | 4  | 3  | 11  | 5  |
| За цялата кариера |         | 164 | 37 | 16 | 2 | 42 | 11 | 221 | 50 |